# 美馬市立図書館
美馬市立図書館（みましりつとしょかん）は、徳島県美馬市脇町大字脇町の美馬市地域交流センター内にある公共図書館。
所管課は美馬市教育委員会事務局文化・スポーツ課。2009年度から株式会社図書館流通センター (TRC) が指定管理者を務めている。

## 歴史

### 美馬市立脇町図書館
美馬郡脇町では1983年（昭和58年）頃から図書館建設の計画が進行し、1986年（昭和61年）に脇町立図書館が開館した。建物の設計は神戸大学重村研究室といるか設計集団。開館当時は図書館独自の蔵書としては公民館が所蔵していた約5,000冊の図書だけであり、約10,000冊を徳島県立図書館から借りることで開館にこぎつけた。
2005年（平成17年）3月1日に脇町などが合併して美馬市が発足したことで、美馬市立脇町図書館に名称が変更され、同時に美馬市立図書館設置条例（平成17年美馬市条例第94号）、美馬市立図書館管理規則（平成17年美馬市教育委員会規則第23号）が施行された。美馬市の発足時には美馬市立脇町図書館のほかに美馬市立穴吹図書館もあったが、穴吹図書館は2013年（平成25年）10月1日をもって廃止された。
2009年（平成21年）4月1日には図書館流通センター (TRC) に管理運営が委託された（3年間）。2012年（平成24年）にも指定管理者としてTRCが選定されている。
指定管理者制度下の2011年（平成23年）8月10日にはブックスタート事業が開始された。2年後の2013年（平成25年）4月1日には、貸出袋がリニューアルされ、11月11日には美馬市立脇町図書館公式Facebookページが開設された。
2017年（平成29年）12月20日、移転のために美馬市立脇町図書館が閉館した。

### 美馬市立図書館
2018年（平成30年）5月12日、美馬市地域交流センター内に美馬市立図書館が開館した。

## 施設

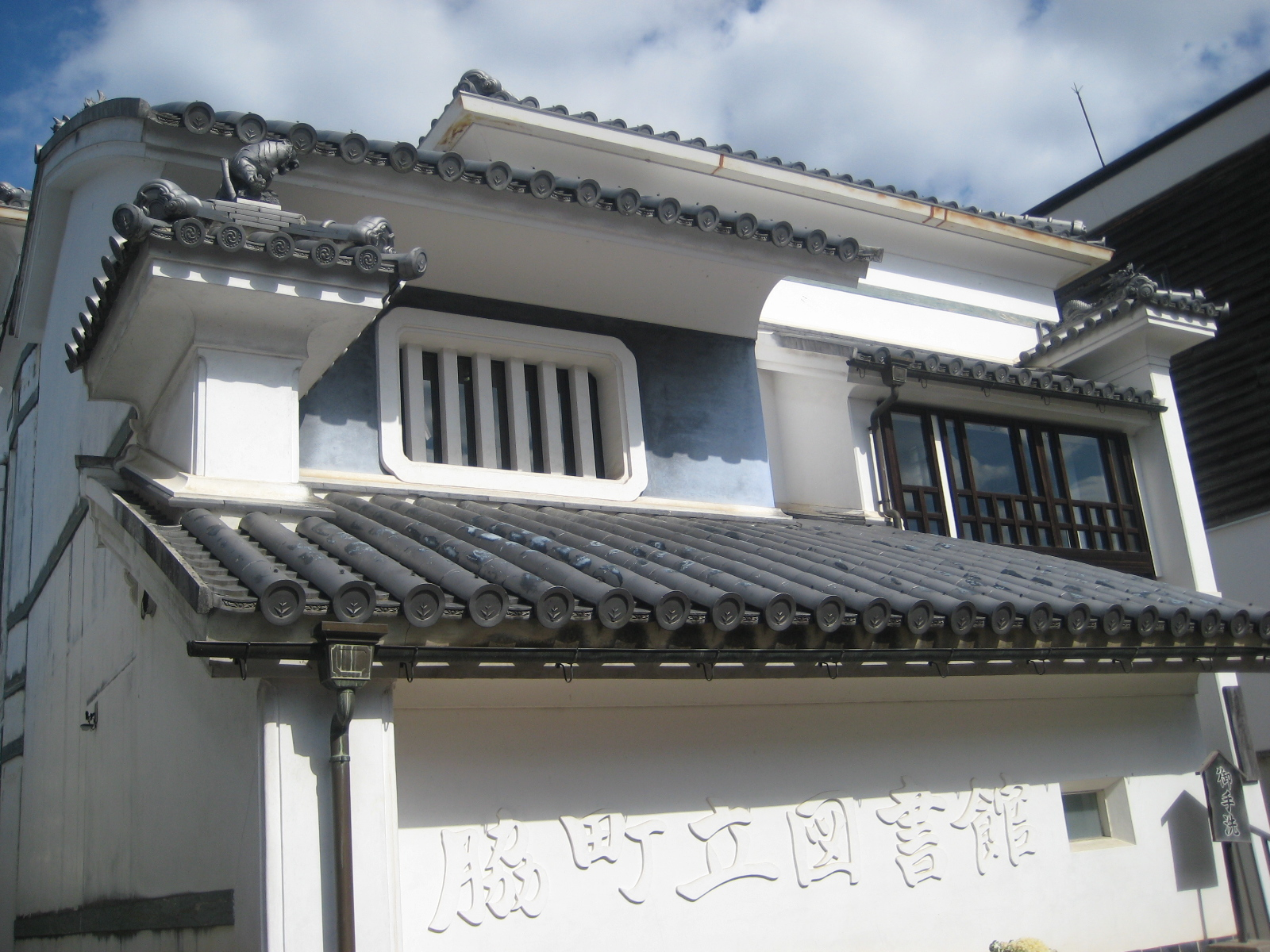
美馬市立脇町図書館

### 脇町図書館の立地と建築
美馬市立脇町図書館が建っていた脇町南町は、竣工から翌々年の1988年に重要伝統的建造物群保存地区に選定されており、伝統的な建造物が立ち並んでいる。図書館計画ではこの伝統的な建物をうまく活用した図書館が求められた。現在の図書館建物では、明治初期に建てられ、伝統的様相を保ちつつ放置されてしまった農業用倉庫2棟を修復した建物が閉架書庫として利用されている。図書館の開館にあたり、新しく建てられた建物は鉄筋コンクリート造2階建てで、周りの景観にうまく溶け込ませるため、伝統的な「うだつ」や「虫籠窓」の装飾が施されている。図書館建設事業に要した費用は1億5335万円となった が、建築に対する評価は高い。
一方で、図書館建築として同館を見た場合、館内の随所に段差が存在する建物となってしまったことから、徳島県立図書館に勤務していた棚橋満雄は「機能的な図書館建築としては失敗であった」と評している。

## 利用情報
- 開館時間：9:00〜19:00
- 休館日：毎週火曜日、祝日、資料整理日（毎月第3木曜日）、年末年始(12月28日〜1月4日)、特別整理期間（年1回、10日以内）。
- 貸出袋：「狸」（幅41cm）と「うだつまる」（縦横32cm、奥行き11cm）の2種類[7]
- 交通アクセス：バスでは美馬市営バス穴吹・道の駅うだつ線穴吹駅前バス停乗車、道の駅うだつバス停下車。鉄道ではJR徳島線穴吹駅下車、徒歩約41分。